# Lars Hernquist
Lars Hernquist est un théoricien en astrophysique, professeur Mallinckrodt  d'astrophysique au Harvard-Smithsonian Center for Astrophysics. Il est reconnu pour ses travaux sur les processus dynamiques en cosmologie et la formation et l'évolution des galaxies,,,,.

## Recherches
Les recherches d'Hernquist concernent la dynamique des galaxies et les effets des fusions sur les modèles d'évolution des galaxies. Son expertise est mondialement reconnue en matière de simulation de fusions de galaxies permettant de déduire l'apparence et la morphologie du corps en résultant. Il a établi le "profil d'Hernquist", une expression analytique de la distribution de la matière noire dans les galaxies. Les recherches d'Hernquist s'effectuent principalement sur ordinateur, à l'aide d'un des plus gros superordinateur mis à sa disposition pour ses recherches.